# Nothochrysa stampieni
Nothochrysa stampieni là một loài côn trùng trong họ Chrysopidae thuộc bộ Neuroptera. Loài này được Nel & Séméria miêu tả năm 1986.